# Medvédovskaya
Medviódovskaya (del ruso: Медвёдовская) es una stanitsa del raión de Timashovsk del krai de Krasnodar, en Rusia. Está situada en la confluencia del río Kirpili y su afluente el Kochety, 18 km al sureste de Timashovsk y 45 km al norte de Krasnodar, la capital del krai. Tenía 16 793 habitantes en 2010.
Es cabeza del municipio Medviódovskoye, al que pertenecen asimismo Bolshevik y Léninski.
Es conocida también como Medviódovka o Vedmidivka.

## Demografía
| 2002   | 2010   |
| ------ | ------ |
| 16 725 | 16 793 |

### Composición étnica
De los 16 725 habitantes que tenía en 2002, el 92.1 % era de etnia rusa, el 2.9 % era de etnia armenia, el 1.7 % era de etnia ucraniana, el 0.5 % era de etnia bielorrusa, el 0.4 % era de etnia azerí, el 0.4 % era de etnia griega, el 0.3 % era de etnia tártara, el 0.3 % era de etnia alemana, el 0.1 % era de etnia adigué, el 0.1 % era de etnia gitana, el 0.1 % era de etnia turca y el 0.1 % era de etnia georgiana

## Economía y transporte
Tiene una estación (Vedmídivka) en la línea Krasnodar-Timashovsk.